# ناينتولوغي بلاك بيرل II (موبايل)
ناينتولوغي بلاك بيرل II (بالإنجليزية: Ninetology Black Pearl II)‏ هو هاتف ذكي ضمن سلسلة لمس يعمل بنظام أندرويد، تم طرحه في الأسواق في 2012.

## الخصائص
- نظام التشغيل: أندرويد
- الكاميرا الأمامية: 0.3 ميجابكسل
- الكاميرا الخلفية: 8 ميجابكسل
- الشاشة: إل سي دي 800× 480
- الوزن: 139 غرام
- المعالج: 1.0 جيجا هرتز
- الذاكرة: 4 جيجابايت
- التخزين: 4 جيجابايت